# Modalen
Modalen er en kommune i Vestland fylke i Norge. Den grænser
i nord til Høyanger og i øst til Vik, begge i Sogn og Fjordane fylke; i syd grænser den til Vaksdal og i vest til Lindås og Masfjorden.
Modalen fik først i 1976 vejforbindelse ved tunnel til Eksingedalen.
Indtil da mådte man med færge eller benytte "Fjordabåtene" om man ville rejse til Bergen. 
Mo Kirke er bygget i 1883 men der har ligget kirker på stedet tilbage til omkring 1150-1200. 